# Druhý mezinárodní kongres učitelů neslyšících

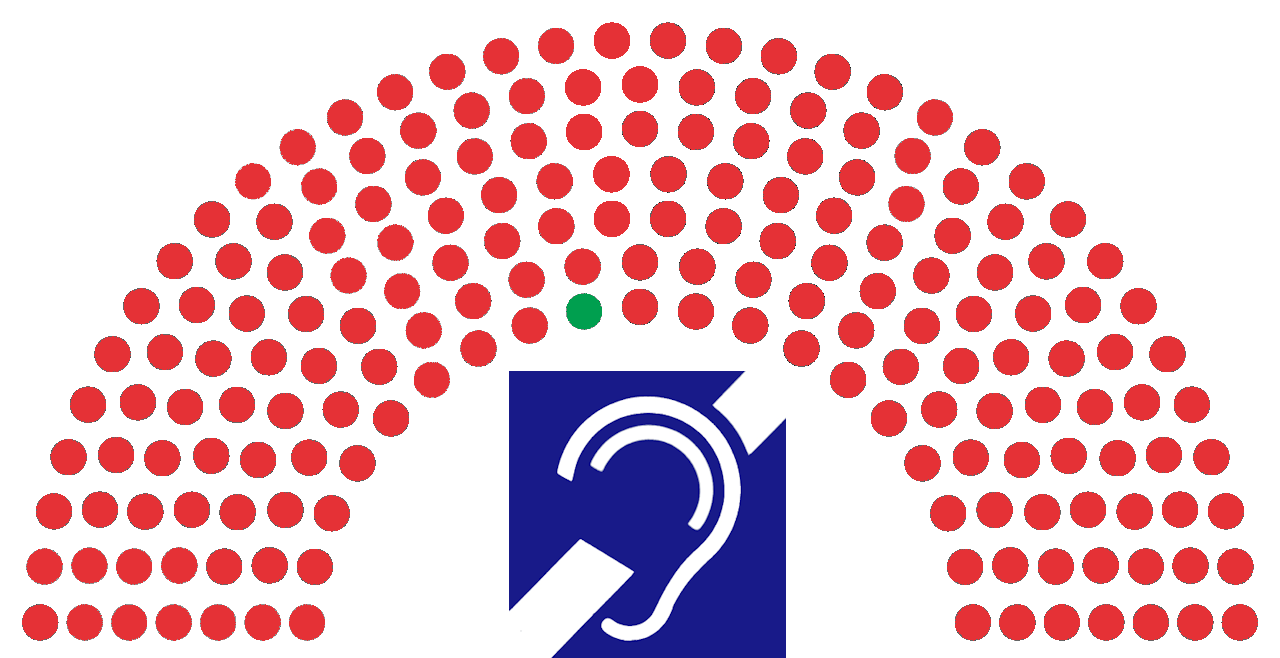
Ilustrace druhého mezinárodního kongresu učitelů neslyšících. Jediná zelená tečka představuje jediného hluchého delegáta.

Druhý mezinárodní kongres o vzdělávání neslyšících (dříve používáno Druhý mezinárodní kongres o vzdělávání hluchoněmých) byl (navzdory jménu) první mezinárodní konferencí pedagogů zaměřených na vzdělávání neslyšících, která se konala v Miláně v Itálii v roce 1880. Obecně se nazývá „milánská konference“. Po jednáních, která se konala od 6. do 11. září 1880, konference prohlásila, že ústní vzdělávání (oralismus) je lepší než manuální vzdělávání a přijala usnesení zakazující používání znakového jazyka ve školách. Po přijetí v roce 1880 školy v evropských zemích a ve Spojených státech začaly používat logopedické terapie bez použití znakového jazyka jako metodu vzdělávání neslyšících . Rada na 21. mezinárodním kongresu o vzdělávání neslyšících ve Vancouveru v Kanadě se v roce 2010 formálně omluvila a uznala nebezpečné důsledky takového zákazu, jako je akt diskriminace a porušování lidských a ústavních práv. 

## Pozadí
Alexander Graham Bell a Edward Miner Gallaudet, oba prominentní američtí činitelé v oblasti vzdělávání neslyšících, diskutovali o účinnosti orálního vzdělávání proti vzdělávání, které využívá znakový jazyk jako prostředek vizuální komunikace. Toto vyvrcholilo na milánské konferenci v roce 1880, kde prošlo osm usnesení o vzdělávání neslyšících. 
Druhý mezinárodní kongres o vzdělávání neslyšících (který, i přes jeho jméno, byl ve skutečnosti první), bylo mezinárodní setkání pedagogů zaměřených na vzdělávání neslyšících z nejméně sedmi zemí (přibližně 164 delegátů). Kongres byl naplánován a organizován výborem, který byl proti znakovému jazyku. Více než polovina pozvaných delegátů byli známí oralisté. Kongres byl proto zaujatý a většina, pokud ne všechna, usnesení, o nichž hlasovali delegáti, poskytla výsledky ve prospěch ústní metody. Mnoho rezolucí bylo formulováno způsoby, které podporovaly ústní metodu, jako například: „Vzhledem k nepopiratelné nadřazenosti mluvené řeči nad řečí znakovou při navracení hluchoněmých do společnosti a při učení se jazyku kongres prohlašuje, že při výchově a vzdělávání hluchoněmých by měly být preferována orální metoda před znaky.“ 
Milánskou konferenci uspořádala a financovala společnost Pereire Society, organizace tvořená Jacobem Rodriguesem Pereirou z Francie a jeho rodinou. Pereire Society byla silným zastáncem oralismu. Zorganizovali milánskou konferenci s cílem zakázat používání znakového jazyka. Zajistili tento výsledek pečlivým výběrem delegátů, kteří zastávali orální metodu ve vzdělávání neslyšících.

## Delegáti
Milánské konference se zúčastnilo 164 delegátů z různých zemí. Z těchto 164 delegátů byl pouze jeden, James Denison, neslyšící. Předsedou konference byl Abbe Giulio Tarra. 
| Slyšící účastníci | Neslyšící účastníci |
| ----------------- | ------------------- |
| 163               | 1                   |

| Zemé    | Počet delegátů |
| ------- | -------------- |
| Itálie  | 87             |
| Francie | 5              |
| Anglie  | 55             |
| Amerika | 5              |
| Švédsko | 3              |
| Belgie  | 1              |
| Německo | 1              |

```
 Národnost zbývajících delegátů není známa. Pět přítomných amerických delegátů byli James Denison, Edward Miner Gallaudet, reverend Thomas Gallaudet, Isaac Lewis Peet a Charles A Stoddard. 
```

## Konference
Konference se konala v Regio Instituto Tenico di Santa Martha v Miláně. Konala se od 6. září do 11. září 1880. Cílem konference bylo zakázat znakový jazyk ve vzdělávání neslyšících. Na konferenci vystoupilo 12 řečníků, kteří se vyjádřili k otázkám souvisejícím se vzděláváním neslyšících. 9 z nich byli zastánci orální metody a 3 byli zastánci znakového jazyka (Thomas Gallaudet (mladší) a jeho bratr Edward Gallaudet a Richard Elliot, anglický učitel).

## Osm prohlášení[3]
Překlad prohlášení je vypůjčen z časopisu Info-Zpravodaj.
1. „Vzhledem k nepopiratelné nadřazenosti mluvené řeči nad řečí znakovou při navracení hluchoněmých do společnosti a při učení se jazyku kongres prohlašuje, že při výchově a vzdělávání hluchoněmých by měly být preferována orální metoda před znaky.“
160 pro, 4 proti
2. „Vzhledem k tomu, že simultánní používání mluvené řeči a znaků způsobuje újmu mluvení, odezírání a jasnosti myšlenek, kongres prohlašuje, že by měla být preferována čistá orální metoda.“
150 pro, 16 proti
3. „Uvážíme-li, že mnoha hluchoněmým se kvůli neschopnosti rodiny a institucí nedostává výhod vzdělávání, doporučuje kongres vládám přijmout nezbytná opatření vedoucí k tomu, aby všechny hluchoněmé děti mohly být vzdělávány.“
Jednohlasně prošel.
4. „Vzhledem k tomu, že výuka mluvících neslyšících metodou pomocí čisté orální metody by se co nejvíce, jak je to jen možné, výuce těch, kteří slyší a mluví, prohlašuje kongres, že
a) nejpřirozenější a nejefektivnější způsob, jak si mluvící neslyšící mohou osvojovat znalost o jazyce, je „intuitivní metoda“, která vypadá tak, že nejdříve mluvením a pak psaním pojmenujeme předměty a skutečnosti, které žáka obklopují; b) v prvním neboli mateřském období by měli být neslyšící ponecháni, aby si gramatických forem všímali prostřednictví příkladů a praktických cvičení a následně v druhém období by měli být žáci vedeni k tomu, aby z těchto příkladů vydedukovali gramatická pravidla, která by měla být vyjádřena co nejjednodušeji a nejjasněji;
c) knihy, v nichž jsou použity žákům známá slova a formulace, mohou být žákům předkládány kdykoli.“

5. „Vzhledem k nedostatku knih, které by byly dostatečně elementární, aby pomáhaly postupnému a progresivnímu vývoji jazyka, kongres doporučuje, aby učitelé v orálním systému publikovali takto zaměřené odborné práce.“
6. „Mnoho průzkumů sledující hluchoněmé všech věkových kategorií a všech sociálních vrstev dlouho po opuštění školy ukazuje, že při dotazování na různé věci odpovídali žáci správně, s přiměřeně čistou artikulací a velmi dobře odezírali. Proto kongres vyhlašuje, že
a) hluchoněmí vzdělávání čistou orální metodou nezapomínají po odchodu ze školy znalosti, které si zde osvojili, ale rozvíjejí je nadále při konverzaci a čtení, je-li pro ně náležitě zjednodušeno; b) v konverzaci s mluvícími lidmi používají výlučně mluvení; c) mluvení a odezírání se nezhoršují, naopak se používáním zlepšují.“
7. „S ohledem na to, že výchova a vzdělávání hluchoněmých prostřednictvím mluvení klade na zúčastněné zcela nezvyklé požadavky, a s ohledem na jednoznačné zkušenosti učitelů hluchoněmých kongres vyhlašuje, že
a) nejpříhodnějším věkem pro zahájení školního vzdělávání neslyšícího dítěte je věk od osmi do deseti let;
b) školní docházka by měla být nejméně sedmiletá, lépe však osmiletá;
c) žádný učitel nemůže efektivně učit čistou orální metodou ve třídě, kde je více než deset dětí.“

8. „Abychom se vyhnuli čistému neúspěchu při aplikaci čisté orální metody v institucích, kde jich dosud aktivně nepoužívají, mělo by být její zavádění opatrné, plynulé a postupné. Proto kongres doporučuje:
a) aby ve školách nově přijímaní žáci tvořili zcela samostatné třídy, vedené pouze za použití mluvení;
b) aby tito žáci byli zcela oddělení od těch, kteří jsou již příliš pokročilí na to, aby mohli být vzděláváni pomocí mluvení a při jejichž výchově a vzdělávání budou nadále používány znaky;
c) aby byla každým rokem otevřena nová třída, v níž se pouze mluví, a žáci, již byli dosud vzděláváni prostřednictvím znaků, dokončili vzdělávání nezměněným způsobem.“

## Opozice
Delegáti ze Spojených států a Británie byli jediní, kdo se postavili proti použití oralismu jako jediné metody výuky, mezi nimi byli i Edward Miner Gallaudet a reverend Thomas Gallaudet. Po výsledcích z Milánské konference Gallaudet zajistil, že ve Spojených státech se nebude ve výuce používat pouze oralismus, což umožnilo studentům středních škol v ústavech pro neslyšící používat znakový jazyk.
The National Association of the Deaf byla také vytvořena ve Spojených státech v reakci na milánskou konferenci a věnovala se ochraně amerického znakového jazyka .